# ألكالالي
بلدية ألكالالي (بالإسبانية: Alcalalí) هي بلدية تقع في مقاطعة أليكانتي التابعة لمنطقة بلنسية شرق إسبانيا.

## الديموغرافيا
بلغ عدد سكان بلدية ألكالالي 1.433 نسمة عام 2011 (وفقاً للمعهد الوطني الإسباني للإحصاء).
| 842 | 941 | 1.081 | 1.352 | 1.395 | 1.507 | 1.433 |